# Astraphobie
Die Astraphobie ist eine Angststörung, bei der die Betroffenen phobisch auf Blitze und/oder Donner reagieren. Das Wort leitet sich von altgriechisch ἀστραπή astrapḗ, deutsch ‚Blitz‘ und φόβος phóbos, deutsch ‚Furcht‘, ab. Astraphobie ist eine Natur-Phobie im DSM-5. Astraphobie ist die häufigste Naturphobie unter Jugendlichen.

## Symptome
Die allgemeinen Symptome von Angststörungen sind auch die üblichen Symptome der Astraphobie (Zittern, Schwindel, Schwitzen usw.). Menschen mit Astraphobie neigen außerdem dazu, das Wetter obsessiv zu beobachten und schlechtes Wetter zu vermeiden.

### Kinder und Jugendliche
Bei Kindern und Jugendlichen drücken sich Natur-Phobien häufig in körperlichen Symptomen und Depression aus. Sie erfahren auch mehr Komorbiditäten und eine niedrigere Lebenszufriedenheit.

## Ursachen
Eine allgemeine Ängstlichkeit kann durch Beobachtungslernen und traumatische Erlebnisse zur Astraphobie verstärkt werden.

### Diagnose
Ein Psychotherapeut oder Arzt muss die Diagnose anhand der Phobiekriterien im DSM-5 stellen. Man muss vor einem spezifischen Objekt oder Situation (Blitzen und/oder Donner) extreme Angst haben. Die Angst darf nicht nur temporär auftreten, sie muss unangebracht sein und das Auftreten der Angst muss länger als sechs Monate anhalten. Es müssen darüber hinaus auch Beeinträchtigungen in sozialen, beruflichen oder anderen wichtigen Funktionsbereichen vorliegen und diese dürfen nicht Symptome einer anderen Geistesstörung darstellen.

### Behandlung
Kurzfristig können Distraktiontechniken die Angst reduzieren. Langfristig wird kognitive Verhaltenstherapie empfohlen. Konfrontationstherapie durch virtuelle Realität (VR) wird auch für die Angststörung und die Astraphobie verstärkt eingesetzt.